# Ferenc Soós
Ferenc Soós (* 10. Juni 1919 in Budapest; † 5. Februar 1981 ebenda) war ein ungarischer Tischtennisspieler. Er gehörte von 1936 bis 1950 zu den besten Spielern der Welt und wurde viermal Weltmeister sowie viermal Vizeweltmeister.

## Nationale Erfolge
Bei den nationalen ungarischen Meisterschaften gewann er 17 Titel:
- Einzel: 1941, 1946
- Doppel:
  - 1939 mit Jenő Schmiedl
  - 1940 mit Jenő Schmiedl
  - 1943 mit Károly Till
  - 1944 mit Tibor Harangozo
  - 1946 mit Ferenc Sidó
  - 1947 mit Ferenc Sidó
  - 1948 mit Ferenc Sidó
  - 1950 mit Ferenc Sidó
- Mixed:
  - 1947 mit Gizella Farkas
  - 1948 mit Gizella Farkas
- Mannschaften
  - 1940: Újpesti Torna Egylet
  - 1943: Weiss Manfréd Vállalatok Testgyakorló Köre
  - 1948: Mezőkémia Sport Egyesület
  - 1949: Mezőkémia Sport Egyesület
  - 1950: Központi Lombik Sport Kör

## Internationale Erfolge
Von 1936 bis 1950 nahm Soós an sieben Weltmeisterschaften teil. Lediglich 1939 blieb Ungarn der WM aus politischen Gründen fern. 1938 und 1949 gewann er Gold mit der ungarischen Mannschaft. 1947 gewann er im Mixed mit Gizella Farkas, 1950 im Doppel mit Ferenc Sidó. 1948 verlor er mit dem Engländer Adrian Haydon das Endspiel im Doppel gegen Štípek/Váňa (TCH). Silber holte er noch 1937 und 1950 mit der ungarischen Mannschaft. 1950 erreichte er zudem im Einzel das Endspiel, in dem er Richard Bergmann trotz 2:0-Führung unterlag.
In der ITTF-Weltrangliste 1947/48 belegte Soós Platz 6.

## Turnierergebnisse
| Verband | Veranstaltung     | Jahr | Ort       | Land | Einzel        | Doppel        | Mixed         | Team |
| ------- | ----------------- | ---- | --------- | ---- | ------------- | ------------- | ------------- | ---- |
| HUN     | Weltmeisterschaft | 1950 | Budapest  | HUN  | Silber        | Gold          | letzte 16     | 2    |
| HUN     | Weltmeisterschaft | 1949 | Stockholm | SWE  | Halbfinale    | letzte 32     | letzte 64     | 1    |
| HUN     | Weltmeisterschaft | 1948 | Wembley   | ENG  | letzte 16     | Silber        | Viertelfinale | 9    |
| HUN     | Weltmeisterschaft | 1947 | Paris     | FRA  | Viertelfinale | Viertelfinale | Gold          | 5    |
| HUN     | Weltmeisterschaft | 1938 | Wembley   | ENG  | letzte 16     | letzte 16     | Viertelfinale | 1    |
| HUN     | Weltmeisterschaft | 1937 | Baden     | AUT  | Halbfinale    | Viertelfinale | letzte 16     | 2    |
| HUN     | Weltmeisterschaft | 1936 | Prag      | TCH  | Halbfinale    | Halbfinale    | keine Teiln.  |      |